# Saint-Ghislain
Saint-Ghislain (pronunciación en francés: /sɛ̃ ɡilɛ̃/ (escucharⓘ) ; su nombre en picardo: Saint-Guilagne y en valón: Sint-Guilin, es una ciudad francófona de Bélgica situada en la provincia de Henao, dentro de la Región Valona .

## Geografía
La ciudad se sitúa geográficamente al norte de la región del Borinage, a una decena de kilómetros al oeste del centro Mons y, aproximadamente, entre las ciudades francesa de Maubeuge y Valenciennes, junto a Bavay.

### Secciones del municipio
El municipio comprende los antiguos municipios, que se fusionaron en 1977:
| - Saint-Ghislain - Baudour - Hautrage - Neufmaison - Sirault - Tertre - Villerot |

## Demografía

### Evolución
Todos los datos históricos relativos al actual municipio, el siguiente gráfico refleja su evolución demográfica, incluyendo municipios después de efectuada la fusión el 1 de enero de 1977.
| Gráfica de evolución demográfica de Saint-Ghislain entre 1846 y 2019 |
|                                                                      |

## Historia
La pequeña capital del Borinage, como a veces es llamada esta ciudad, era en otro tiempo una dependencia de Hornu. 

### Alta Edad Media
Hacia 650, la historia de Saint-Ghislain comienza con el monje Gisleno, misterioso personaje, venido probablemente de Alemania, quien funda en ella un monasterio. Algunas fuentes mencionan un improbable origen griego, porque la etimología es claramente germánica.
Este monje construyó una iglesia en honor de los santos Pedro y Pablo. Pronto vio cómo acudían en torno suyo un buen número de piadosos cenobitas. 
El 9 de octubre 680, Gisleno muere en su monasterio.
Dagoberto I, rey de los Francos, se mostró generoso con la comunidad naciente, que se convirtió en una floreciente abadía de la Orden Benedictina. Carlomagno mandó construir una magnífica iglesia que fue destruida por los Normandos en el siglo XI. Esta localidad fue designada entonces con el nombre de Cella, hasta que este nombre desapareció para ser reemplazado por el de su santo fundador. El abad de Saint-Ghislain era señor espiritual y temporal de la ciudad. Las armas de la ciudad eran compartidas pro el Imperio y por Francia. 
A comienzos del siglo IX, el engrandecimiento del monasterio y la consagración de una iglesia fueron los primeros hechos relevantes ue nos llegan por medio de los abades deseosos de transmitir el recuerdo de los acontecimientos pasados. En 881, la abadía sufrió el incendio y el pillaje de los Normandos.

### Baja Edad Media
Desde 1286 el mercado, establecido origienalmente en Hornu, vino a instalarse el lugar de Saint-Ghislain; tuvo lugar la instalación de ferias y el comercio de telas y de cuero de foires, se desarrollaron; también se instalaron allí comerciantes de hulla. 
Pero su situación en las proximidades de la capital del Henao y su posición junto al Haine confirieron a la ciudad una importancia estratégica que le valió la construcción de fortificaciones en 1366 por Alberto de Baviera. Saint-Ghislain pasó así a ser una plaza fuerte importante, con una guarnición siempre considérable.
En enero de 1410 el fuero de Saint-Ghislain y de Hornu fueron renovados. 
1420: nacimiento del músico Jean Ockeghem (ca 1420–1497) El nombre de Jean Ockeghem se lee en prácticamente todos los diccionarios y enciclopedias generales y ocupa un amplio espacio en todas las obras dedicadas a la historia de la música. Jean Ockeghem fue uno de los compositores más brillantes del siglo XV. Fue el primer capellán del rey de Francia, Carlos VII y, gracias a la generosidad del soberano, tesorero de la abadía de San Martín de Tours desde 1459. Siguió al servicio de los sucesores de Carlos VII: Luis XI (1461-1483) y Carlos VIII (1483-1498). Hasta ahora no se contaba más que con hipótesis respecto a su lugar de nacimiento. Durante mucho tiempo se creyó que era originario de Termonde y hasta de Bavay. Un reciente hallazgo de Daniel Van Overstraeten demuestra sin posible discusión que Jean Ockeghem nació en Saint-Ghislain.
Por suerte, del propio Saint–Ghislain, que sin embargo hubo de sufrir mucho en las guerras, hasta el mismo siglo XX, han sobrevivido documentos que se remontan al antiguo régimen y, entre ellos, una serie de cuentas de la iglesia parroquial del lugar. El estudio de estos últimos ha llevado a una sorpresa importante. Entre los gastos registrados en 1607–1608 por Noël Haneuze, économo de la iglesia de Saint–Martin de Saint–Ghislain, se observa el siguiente pago:

Aud[ict] curet seul pour son sallaire du memento fondé par ma[ist]re Jan Hocquegam, en son temps tresorier de l'eglise Saint Martin de Thour et natif de S[ainc]t Ghislain, lui at esté payet pour l'annee de ce compte: VIII lb.

Este pago se encuentra en términos prácticamente idénticos en todas las cuentas posteriores conservadas. Figura también en las cuentas anteriores (en número de cuatro, que van de 1549–1550 a 1579–1580) que han llegado hasta nosotros, pero bajo una forma más lacónica; en efecto se trata simplemente de:

... memento dud. (en otro lugar: fondet par) feu mons[ei gneu]r le tresorier de Thours".

No cabe duda: nombre y apellido del personaje, su título exacto, todo indica ue se trata de nuestro músico, que aparece en una serie de cuentas de Saint-Ghislain, la más antigua de las cuales que se han conservado es posterior en medio siglo a su muerte. 
Así Jean Ockeghem vio la luz en Saint–Ghislain, en el corazón del Henao. Es por tanto « de (la) mesme nation» que Jean Lemaire de Belges: las indicaciones descubiertas en la contabilidad de Saint-Ghislain confirman el testimonio de este poeta y, lo que es más, lo explican mucho más naturalmente que ciertos defensores de los orígenes flamencos de Ockeghem. 
Nativo de Saint–Ghislain, este último no olvidó la pequeña localidad de Henao, y ello a pesar haber pasado al menos medio siglo pasado en Francia. Verosímilmente en los últimos años de su vida decidió fondar una misa de aniversario, que había de celebrarse en su memoria en la iglesia parroquial por el cura del lugar, asistido de otros dos sacerdotes y de cinco acólitos. La fundación preveía igualmente la compra de dera, la distribución de panes blancos a los pobres y a los niños de la escuela, así como una retribución en provecho del sacristán. Todo se costeaba con las rentas de algunos bienes localizados en Baudour.

### Época moderna
A finales del siglo XV pasó a formar parte de los Países Bajos de los Habsburgo.
El 17 de julio de 1572, un ejército de hugonotes franceses, que pretendía levantar el asedio español de Mons, fue aniquilado en sus inmediaciones.
En 1581 durante la guerra de los Ochenta Años, los hugonotes, la ocuparon dedicándose al pillaje, antes de pasar de nuevo a España. 
En 1589 la villa, que era un anejo de la parroquia de Hornu (Boussu), se convirtió entonces en una parroquia distinta, adquirió su independencia y ascendió al rango de ciudad.
En 1655, durante la guerra franco-española (1635-1659), fue asediada por Turenne y La Ferté, donde participó Vauban, sin llevar el mando. Las operaciones de asedio se dirigieron por el caballero de Clerville: comienzan el 22 de agosto y la ciudad cae el 25. La toma de la ciudad es seguida por la entrada de Luis XIV, que entonces tenía dieciséis años. El año siguiente la ciudad es sitiada sin éxito por los españoles, que sin embargo si consiguen volver a tomarla en 1657, bajo la dirección de Don Juan de Austria. 
En 1677, en el transcurso de la guerra franco-neerlandesa, es tomada de nuevo por los franceses comandados por el mariscal de Humières que se convirtió en su Señor (el asedio es conducido por Vauban). El tratado de Nimega devolvió Saint-Ghislain a España al año siguiente. 
En 1709, tras la batalla de Malplaquet en la guerra de sucesión española, el Henao entero cayó en manos de los aliados, mandados por el duque de Marlborough. La abadía sufrió expolio, devastación, incendio y se utilizaron sus recursos a fin de reconstruir o restaurar los edificios.
Los días 1 y 2 de mayo de 1944 la ciudad fue en sus dos terceras partes destruida por bombardeos aéreos de los aliados.

## Hermanamientos
- Saint-Lô (Francia) desde 1961.